# Marc Ferro
Marc Ferro (ur. 24 grudnia 1924 w Paryżu, zm. 21 kwietnia 2021 w Saint-Germain-en-Laye) – francuski historyk.

## Życiorys
Zajmował się historią najnowszą w tym dziejami Rosji i ZSRR oraz historią kina. Był dyrektorem Studium Nauk Społecznych przy École des hautes études en sciences sociales. Zalicza się go do trzeciego pokolenia historyków Szkoły Annales.

## Publikacje
- La Révolution de 1917, Paris, Aubier, 1967 (réédité en 1976, puis en 1997 chez Éditions Albin Michel) )[English translation: October 1917 : a social history of the Russian revolution , translated by Norman Stone, 1980]
- La Grande Guerre, 1914-1918, Paris, Gallimard, 1968, réédité 1987)[English translation: The Great War, 1914-1918, translated by Nicole Stone, 1972]
- Cinéma et Histoire, Paris, Denoël, 1976 (réédité chez Gallimard en 1993)[English translation: Cinema and history, translated by Naomi Greene, 1988]
- L'Occident devant la révolution soviétique, Brussels, Complexe, 1980
- Suez, Brussels, Complexe, 1981
- Comment on raconte l'histoire aux enfants à travers le monde, Paris, Payot, 1983 (reedited in 1986 by Gallimard)
- L'Histoire sous surveillance : science et conscience de l'histoire, Paris, Calmann-Lévy, 1985 (reedited in 1987 by Gallimard)
- Pétain, Paris, Fayard, 1987 (reedited in 1993 et 1994)
- Les Origines de la Perestroïka, Paris, Ramsay, 1990
- Nicolas II, Payot, Paris, 1991
- Questions sur la Deuxième Guerre mondiale, Paris, Casterman, 1993
- Histoire des colonisations, des conquêtes aux indépendances (XIIIe-XXe siècle), Paris, Le Seuil, 1994
- L'internationale, Paris, Noesis, 1996
- Les sociétés malades du progrès, Paris, Plon, 1999
- Que transmettre à nos enfants (with Philippe Jammet), Paris, Le Seuil, 2000
- Les Tabous de l'histoire, Paris, Nil, 2002
- Le livre noir du colonialisme (director), Paris, Robert Laffont, 2003
- Histoire de France, Paris, Odile Jacob, 2003
- Le choc de l'Islam, Paris, Odile Jacob, 2003
- Le Cinéma, une vision de l'histoire, Paris, Le Chêne, 2003
- Les Tabous de L'Histoire, Pocket vol. 11949, NiL Éditions, Paris, 2004
- Les individus face aux crises du XXe siècle-L'Histoire anonyme, Paris, Odile Jacob, 2005

### W języku polskim
- Historia kolonizacji, Warszawa: Oficyna Wydawnicza Volumen Mirosława Łątkowska & Adam Borowski – Dom Wydawniczy Bellona 1997.
- Kino i historia, przeł. Tomasz Falkowski, Warszawa: Wydawnictwo Naukowe PWN 2011.
- Resentyment w historii : zrozumieć nasze czasy, przeł. Wojciech Prażuch, Warszawa: Czytelnik 2013.